# عین صندل
عین صندل (به عربی: عين صندل) یک شهرداری در الجزایر است که در استان قالمه واقع شده‌است.
 عین صندل  ۵٬۰۸۳ نفر جمعیت دارد.